# Associazione Sportiva Noicattaro Calcio 2006-2007
Questa pagina raccoglie le informazioni riguardanti la Associazione Sportiva Dilettantistica Noicattaro Calcio nelle competizioni ufficiali della stagione 2006-2007.

## Risultati

### Serie D

#### Poule scudetto
| 13 maggio 2007 Turno eliminatorio - 1 giornata         | Noicattaro | 0 – 2                | Sangiuseppese |  |
| \| \| \| \| \| \| Marcatori \| 35’, 90+2’ De Cesare \| |            |                      |               |  |
|                                                        |            |                      |               |  |
|                                                        | Marcatori  | 35’, 90+2’ De Cesare |               |  |

| 16 maggio 2007 Turno eliminatorio - 2 giornata                          | Scafatese | 3 – 1      | Noicattaro |  |
| \| \| \| \| \| Marasco 22’ Sarli 55’, 90’ \| Marcatori \| 89’ Suarez \| |           |            |            |  |
|                                                                         |           |            |            |  |
| Marasco 22’ Sarli 55’, 90’                                              | Marcatori | 89’ Suarez |            |  |